# Széleslevelű nőszőfű
A széleslevelű nőszőfű (Epipactis helleborine) a kosborfélék családjába tartozó, Magyarországon védett vadvirág.

## Megjelenése

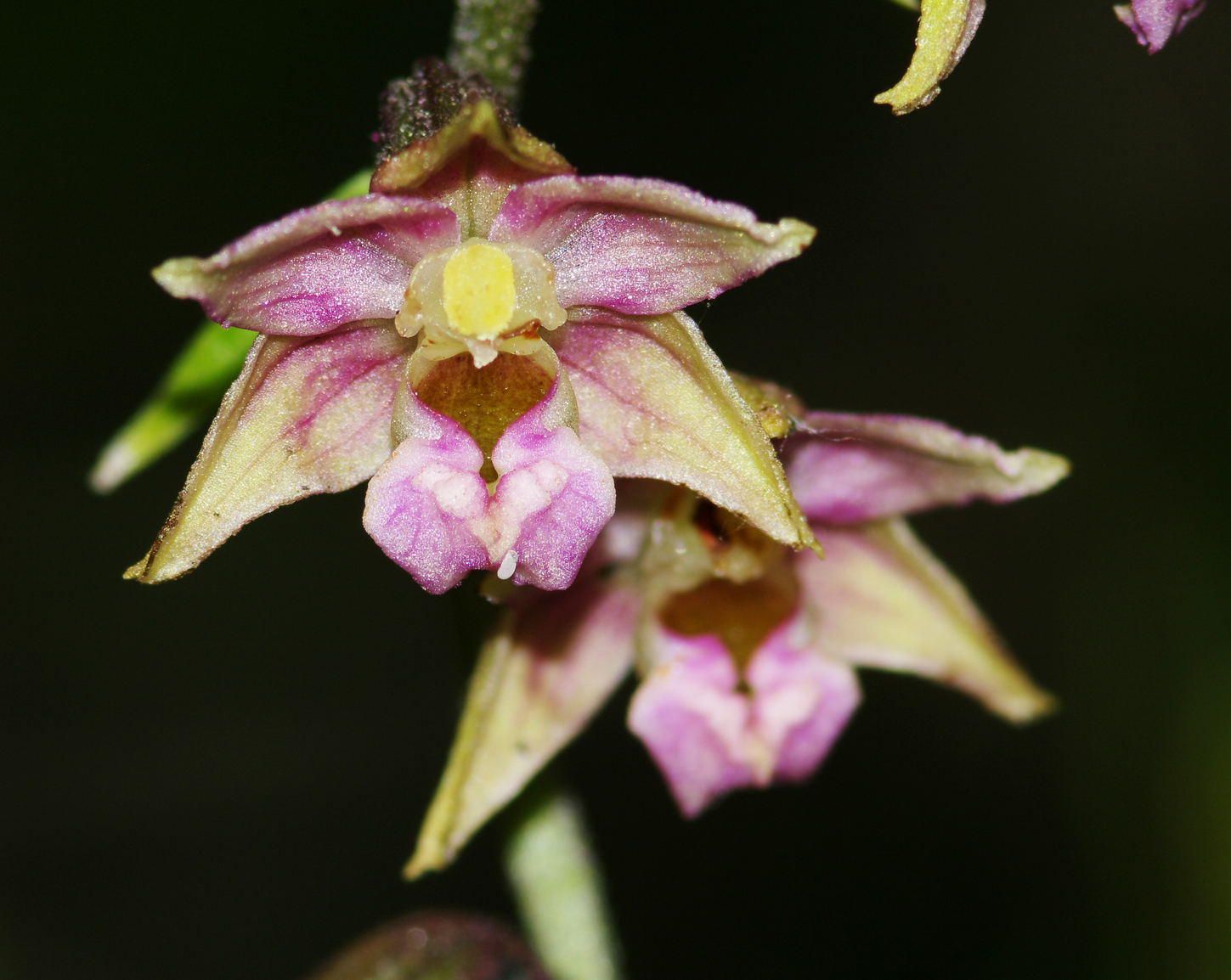
Virága

A széleslevelű nőszőfű 20–70 cm magas lágyszárú, évelő növény. Változatos megjelenésű. Szára felálló, egyenes, nem elágazó, felső részén fehéren pelyhes-szőrös. 4-9 levele általában spirálisan helyezkedik el a száron, alakjuk többnyire széles-tojásdad, hosszuk 7–17 cm, szélességük 3–10 cm. A szárhoz hüvellyel kapcsolódnak, párhuzamos erezetük gyengén szőrös. A felső levelek kisebbek és keskenyebbek, inkább tojásdad-lándzsásak. Vegetatív hajtásai is vannak, ezek alacsonyabbak és 2-4 kisebb levél található rajtuk. A virágzat murvalevelei hosszúkás-lándzsásak, hosszabbak a virágnál.
Június végétől augusztus közepéig virágzik. A virágzat többé-kevésbé egy irányba néző, 6-25 (100) virágból álló, laza vagy tömöttebb, 5–40 cm-es fürt. A virágok színe a halvány zöldessárgától a lilásig változhat. A külső lepellevelek (szirmok) 7–12 mm hosszúak, 4–9 mm szélesek, míg a belső lepellevelek és a mézajak 7–11 mm hosszú. A mézajak két részre tagolódik, a belső (hypochil) kiöblösödik, öble belül barnás, bíborszínű vagy zöldes. A külső részen (epichil) szív alakú kinövés látható.
Termése 12–14 mm hosszú és 5,5-7,5 mm széles toktermés, amelyben 1000-8800 lisztfinomságú mag található.
Magyarországon is előfordul az E. helleborine subsp. minor alfaj (más szerzők szerint változat), amely alacsonyabb, kevesebb virágú és 1-3 héttel később virágzik.

## Elterjedése
Eredetileg Európában honos faj, az egész kontinensen elterjedt Skandináviától a Földközi-tengerig (beleértve a Baleár-szigeteket, Szicíliát és Ciprust is), a Brit-szigetektől Oroszország nyugat-szibériai részéig. Észak-Amerikában először 1879-ben bukkant fel és azóta széleskörűen elterjedt. Magyarországon az Alföld kivételével mindenütt viszonylag gyakori; a Dunántúlon és az Északi-középhegységben számos állománya ismert; többé-kevésbé elterjedt a Beregi-síkon, de a Duna-Tisza közén és a Tiszántúlon csak szórványosan található meg.

## Életmódja
Bükkösökben, tölgyesekben, gyertyánosokban, fenyvesekben, bokorerdőkben, ligeterdőkben, cserjésekben egyaránt előfordulhat.  Kissé mészkedvelőnek mondható, élőhelyein a talaj kémhatását pH 5,2-7,7 (átlagosan 6,9) között mérték. A félárnyékot kedveli, de elviseli a teljes árnyékolást is.
Csírázás után csak 9 év múlva jelennek meg először zöld hajtásai a talaj felszínén és további 1-2 múlva virágoznak először. Élettartamát 25-30-re teszik. Virágzás után sokáig lappanghat, előfordul hogy 7-18 évig gyűjt erőt a következő szaporodási ciklushoz. A többi kosborhoz hasonlóan gombákkal él szimbiózisban, a felnőtt növény szénforgalmának kb. 15%-a, nitrogénforgalmának 60%-a is a gombákon keresztül zajlik. Ismertek klorofillhiányos példányai, amelyek teljes tápanyagszükségletüket a szimbiontától szerzik be (vagyis gyakorlatilag parazita életmódot folytatnak). Gyökérsejtjeiből a Tuber, Ceratobasidium, Wilcoxina, Hydnotrya és egyéb, a Pezizales rendbe tartozó gombákat mutattak ki.
Hajtásai májusban jelennek meg. Június vége és augusztus közepe között virágzik, átlagos középnapja július 19. Főleg a társas darazsak (Vespula, Dolichovespula fajok) látogatják és porozzák be. Olyan anyagot bocsátanak ki, mint a hernyók által megtámadott növények, amelyek odavonzzák a ragadozó darazsakat (pl. német darázs vagy kecskedarázs). A megporzás jó hatásfokú, a virágok 75-90%-a termést érlel, amely szeptemberre érik be. Közeli rokonaival (E. atrorubens, E. greuteri, E. leptochila, E. microphylla, E. muelleri, E. purpurata, E. rhodanensis) hibrideket alkothat.

## Természetvédelmi helyzete
A széleslevelű nőszőfű nagy elterjedési területe és helyenkénti gyakori volta miatt a Természetvédelmi Világszövetség Vörös listáján nem fenyegetett státusszal szerepel. Egyedszáma élőhelyeinek pusztulása, az erődirtások, legeltetés miatt csökkenőben van. Magyarországon eddig összesen 734 állományát mérték fel, ebből 688 1990 után is megtalálható volt; visszaszorulása 6%-os. Teljes hazai egyedszáma több milliós lehet. 1988 óta védett, természetvédelmi értéke 10 000 Ft.

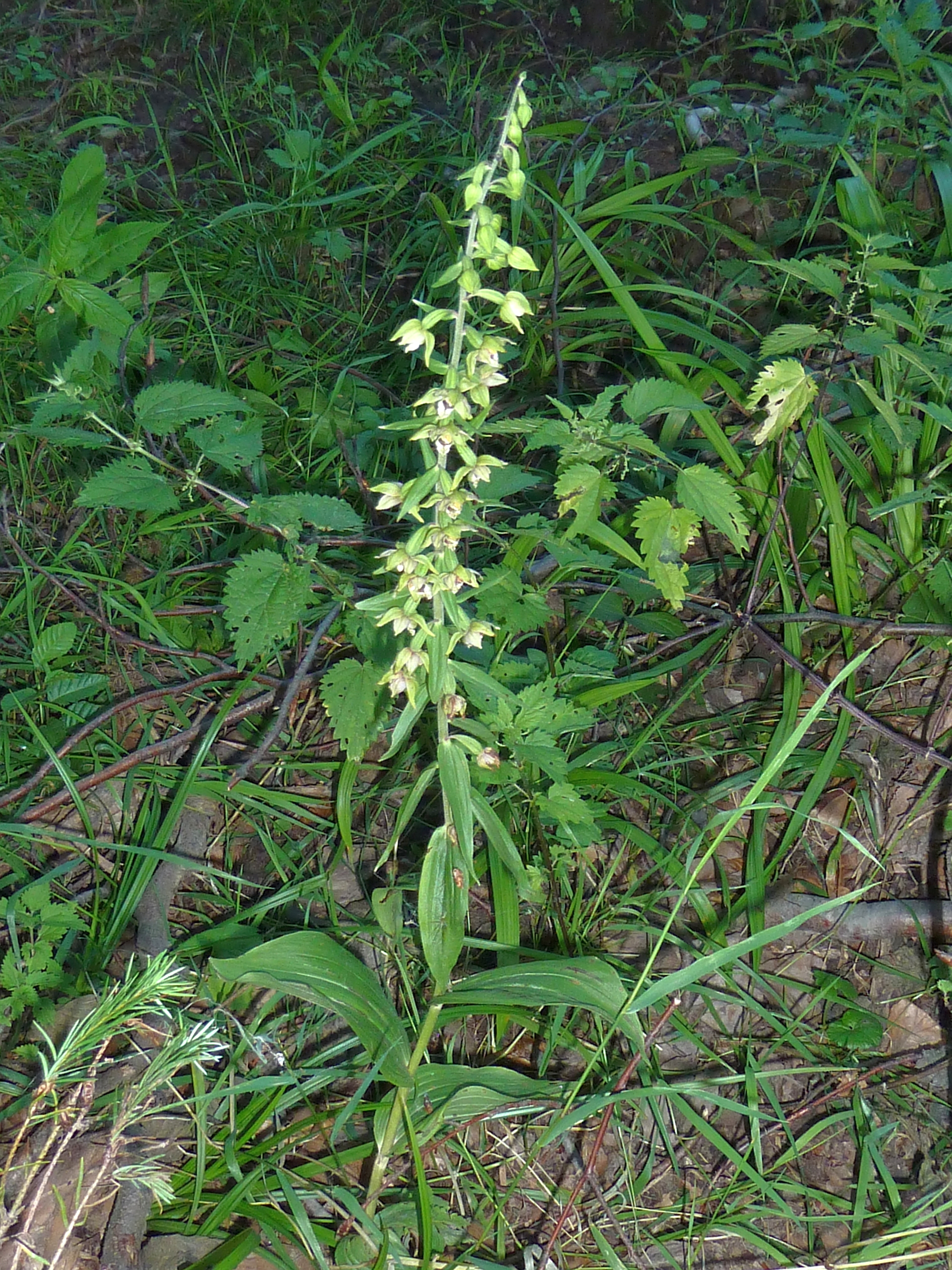
Habitusa
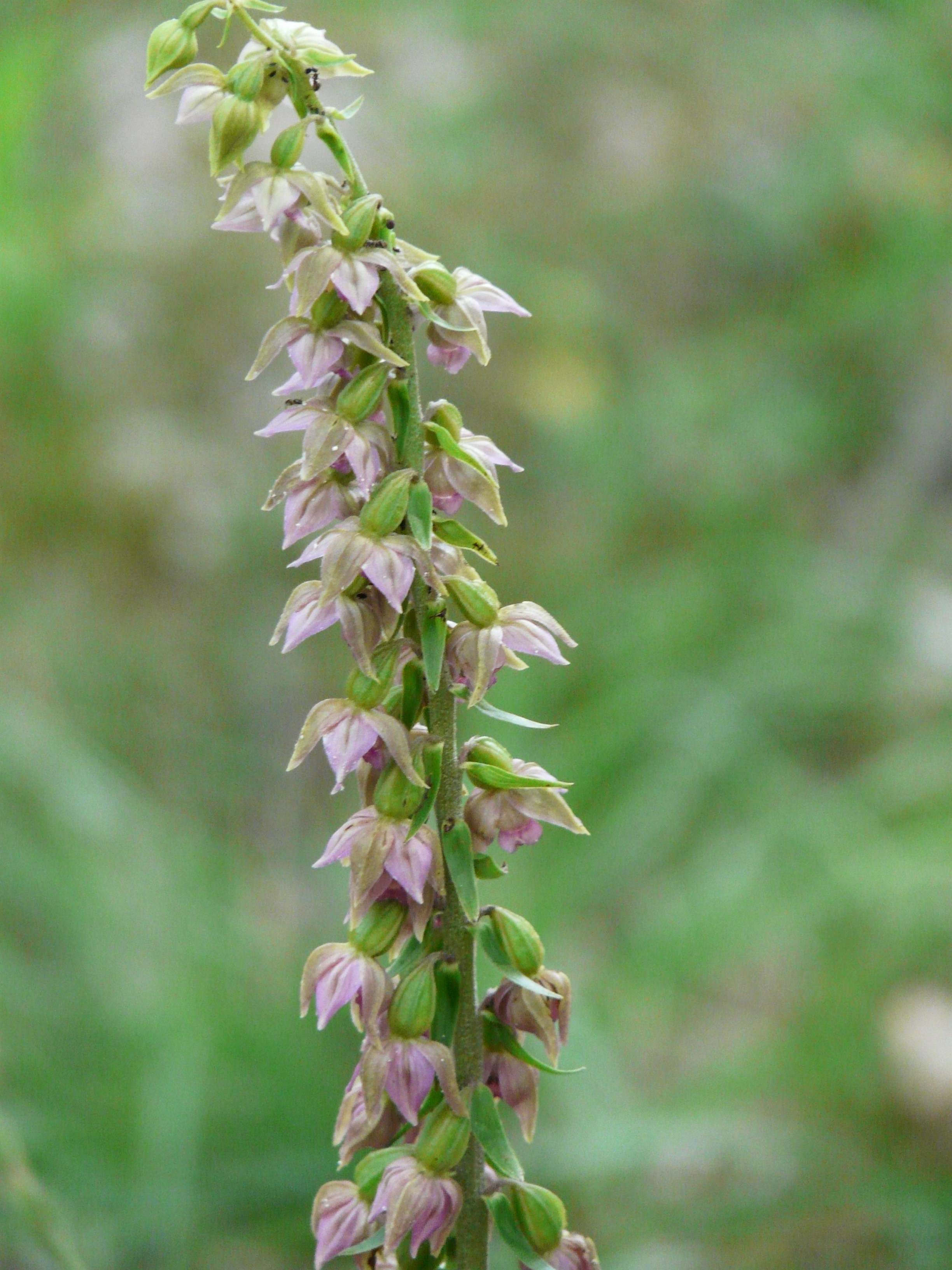
Virágzata
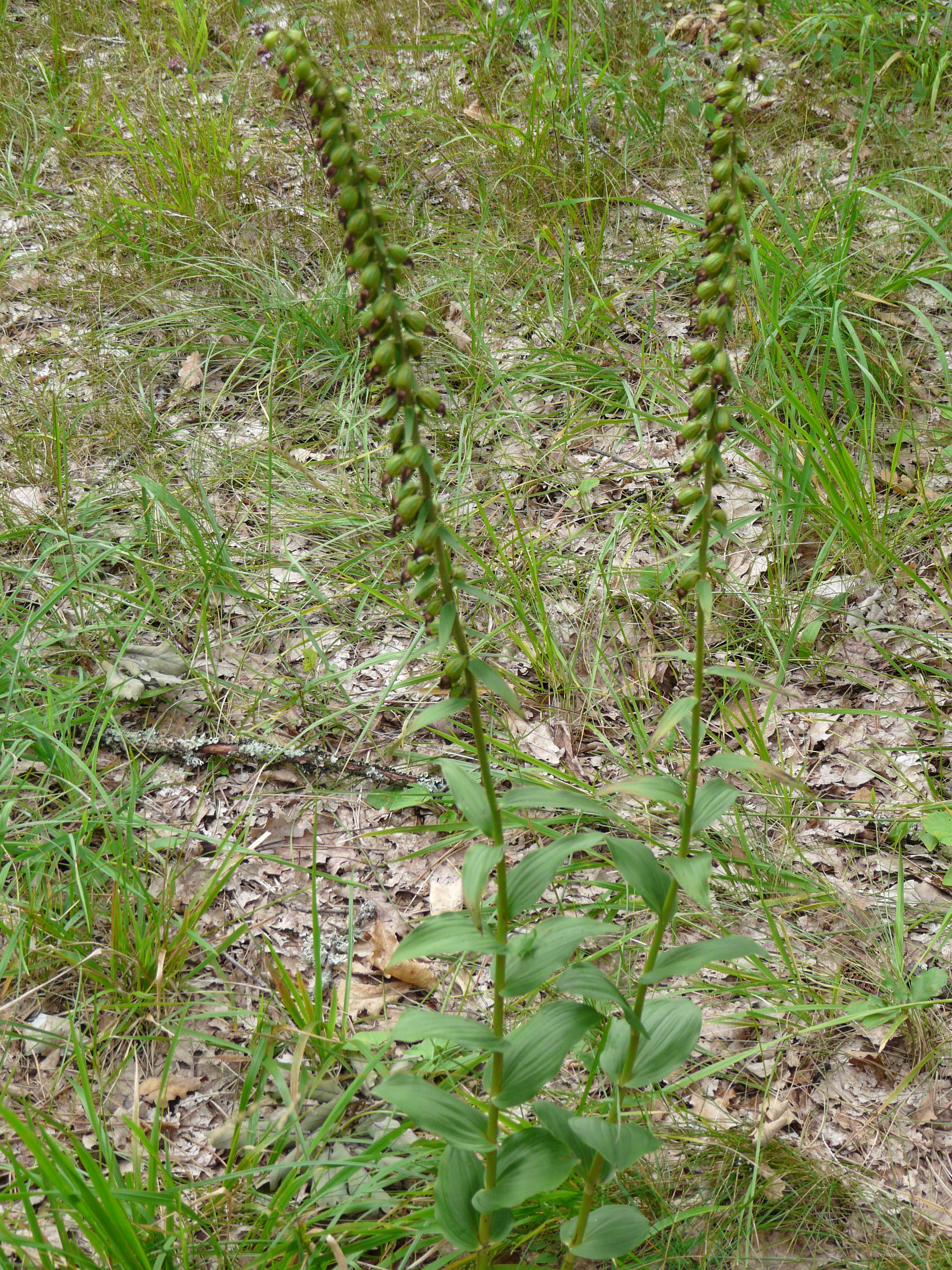
Növény termésekkel
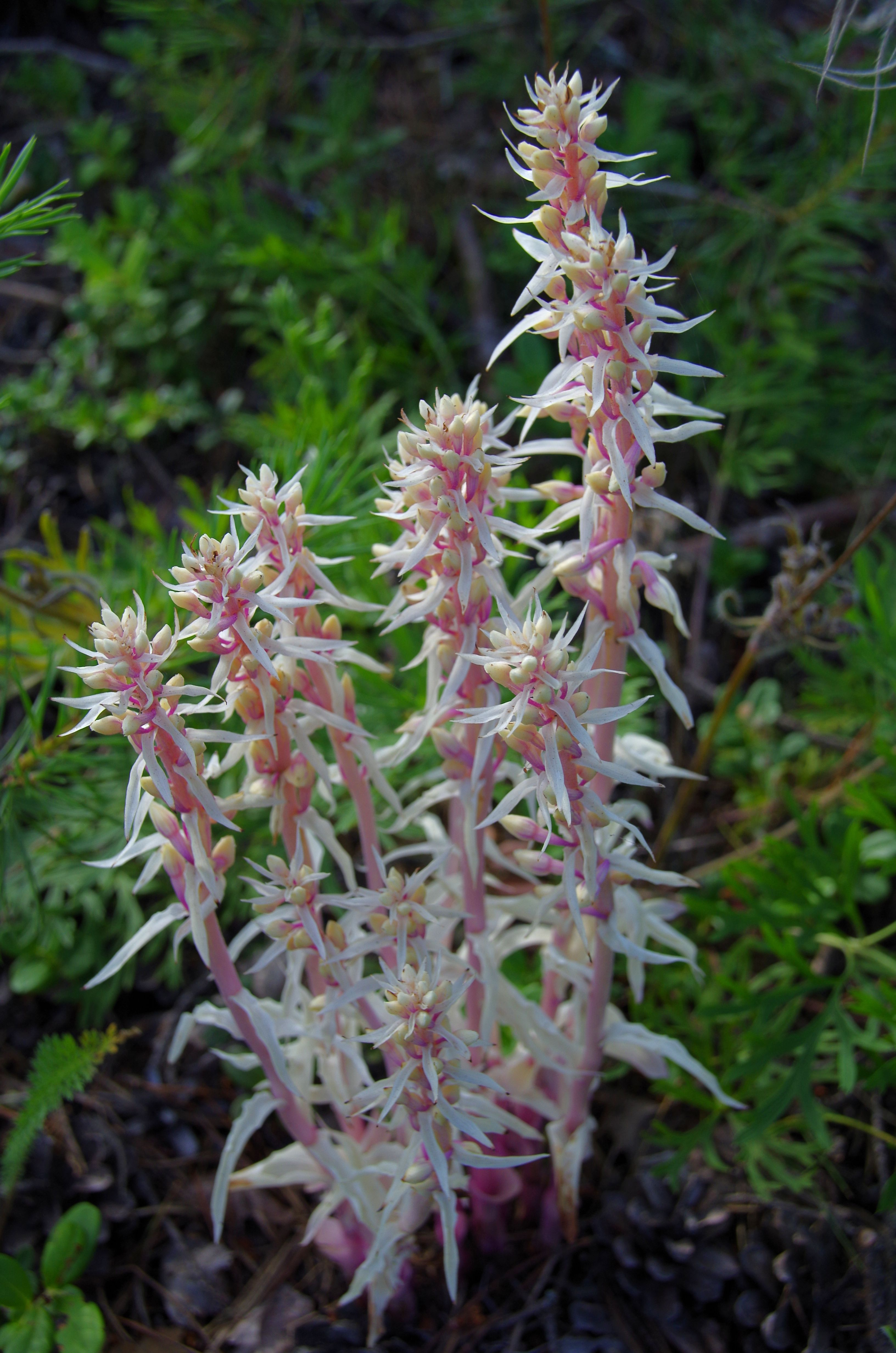
Klorofillhiányos példány
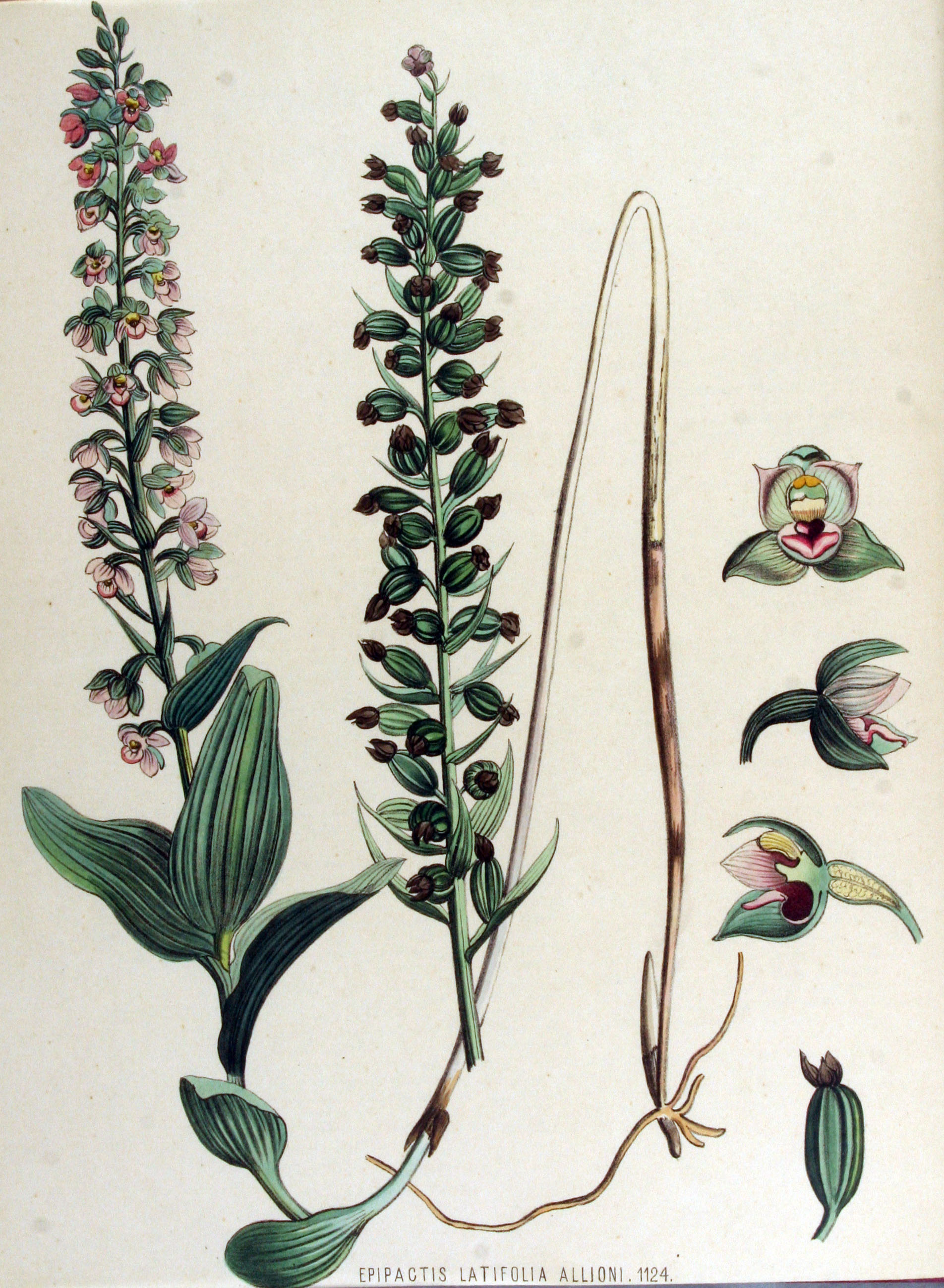
Ábrázolása egy holland botanikakönyvben (1877)